# クロイズ山の戦い
クロイズ山の戦い（クロイズさんのたたかい、英: Battle of Cloyd's Mountain）は、南北戦争の開戦から4年目に入った1864年5月9日、バージニア州西部のプラスキ郡で起きた戦闘である。この戦いに北軍が勝利したことにより、テネシー州とバージニア州を繋いでいた南軍として最後の連絡線を破壊することになった。

## 背景
北軍ジョージ・クルック准将が指揮する西バージニア軍は、カナウハ師団からの3個旅団で構成されていた。ユリシーズ・グラント将軍が1864年春の攻勢を始めたとき、北軍の2つの軍がアメリカ連合国の首都であるバージニア州リッチモンドに向かって進軍を始め、3番目の軍はシェナンドー・バレーに入った。クルックの部隊もこの攻勢に加わることとなり、アパラチア山脈を抜けてバージニア州西部に行軍を始めた。その目標は、同じような目標を持ったウィリアム・A・アブリルの攻勢と共同して、バージニア・アンド・テネシー鉄道を破壊することだった。この鉄道線を守るのは、散開した幾つかの南軍部隊を指揮するアルバート・G・ジェンキンス准将だった。クルックの軍が鉄道への接近を始めたときの、ほんの数日前にその部隊の指揮を始めたばかりだった。
それでもジェンキンスは経験を積んだ軍人だった。1863年のゲティスバーグ方面作戦のとき、ジェンキンスの旅団は、リチャード・イーウェルの第2軍団のために騎兵による遮蔽を行った。ジェンキンスはその部隊を率いてカンバーランド・バレーを抜けてペンシルベニア州に入り、チェンバーズバーグを占領し、近くの鉄道用構造物と橋を燃やした。その後イーウェルの部隊に付いてカーライルに行き、ハリスバーグ近くのスプリングヒルの戦いで、北軍の民兵隊と簡単な戦闘を行った。ゲティスバーグの戦いのとき、7月2日に負傷し、最終日の戦闘には参加できなかった。傷から快復して部隊指揮に復帰したのはその年の秋になってからであり、1864年初期は、西バージニアで大規模な騎兵隊を立ち上げ編成することで過ごした。5月までに西バージニア方面軍の指揮官に指名され、作戦本部はダブリンに置いた。

## 戦闘
ジェンキンスはクロイズ山で抵抗することに決めており、強力な陣地を構築した。クルック軍が到着したとき、南軍の防御工作があまりに強固なので、正面攻撃をやっては自軍が壊滅すると判断し、正面攻撃を行わないことを決めた。その周辺地域は大変森が深かったので、それを遮蔽に利用して自軍の旅団を南軍の右翼に回り込ませた。
クルックは大砲の砲撃で戦闘を開始し、続いてカー・B・ホワイト大佐の指揮する未熟なウェストバージニア人旅団を送り込んだ。クルックの残る2個旅団はホレイショ・G・シッケル大佐と、後の大統領ラザフォード・ヘイズ大佐が指揮しており、ウェストバージニア旅団が攻撃を始めてから直ぐに正面攻撃を掛けることとされていた。ヘイズの下にはやはり後に大統領となるウィリアム・マッキンリーが少佐として従軍していた。ホワイトの旅団はその最初の戦闘で敵陣まで20ヤード (18 m) 以内まで前進したが、その部隊が露出してしまったために大きな損失を出し、後退を強いられた。クルックはヘイズのオハイオ旅団と共に動いており、斜面が大変急だったために馬を降りて徒歩で進む必要があった。クルックは革長靴を履いたままで、小さな小川に入って横切ったので、長靴が水浸しになった。近くに居た兵士が飛んできてクルックを後ろに引っ張って行った。
午前11時頃、ヘイズの旅団が主たる攻撃の先鋒になった。この部隊は南軍の工作物に向けて突き進み、大変な白兵戦になった。マスケット銃から出た火花が地面にあった厚い落ち葉の層に火を点けたので、シッケルとヘイズの旅団の多くの兵士が動きが取れなくなり、焼死したものもいた。両旅団は後退を始めたが、そのときにクルックが新しい2個連隊をヘイズの前面に送った。ウェストバージニア旅団が最後は敵の砲台に対して前進し、その隊員を圧倒した。この頃オハイオ旅団が南軍の中央を圧倒し始めた。ジェンキンスは危なくなった地域に兵士を送ろうと必死に努めたが、このときに致命傷を負い、捕虜になった。その副官であるジョン・マコースランドが指揮を引き継ぎ、その部隊を後退させる時に殿軍を務めた。
クロイズ山の戦いはバック・クリーク農場で行われた。その農家が病院に使われ、北軍ジョージ・クルックの作戦本部に使われた。

## 戦闘の結果
クロイズ山の戦いは短時間に行われ、参加した軍勢も少なかったが、この南北戦争の中でも大変厳しく残忍な戦闘となったところがあった。戦闘は1時間強継続し、その多くが白兵戦になった。参加した勢力が少ない割に損失が大きかった。クルック軍の損失は688名であり、参戦勢力の約10%だった。南軍の損失は538名とやや少なかったが、参戦勢力の23%にもなった。クルック軍は戦闘を継続することができ、ダブリンでバージニア・アンド・テネシー鉄道を破壊できたので、この戦闘は北軍の勝利だと見なされている。アブリルはその鉄道線に沿った鉄道橋数か所を破壊できた。その線は南軍最後の生命線であり東テネシーとを繋ぐ唯一の鉄道線だった。この戦闘の翌日、残りの南軍は近くにあるニュー川に架かる鉄道橋を守ろうとしたが、失敗した。その混乱の中で、ヘイズ大佐が避難するまで避難を拒んでいた一人の兵士が致命傷を負った。救急処置を施す間に、その兵士は女性であることが分かった。

## 参戦した戦力

### 北軍
カナウハ師団 — ジョージ・クルック准将
- 1st Brigade第1旅団 — ラザフォード・ヘイズ大佐
  - オハイオ第23連隊 — ジェイムズ・M・コムリー中佐
  - オハイオ第36連隊 —  ハイラム・F・デボル大佐
  - オハイオ第34連隊分遣隊 — オハイオ第36連隊付設
  - ウェストバージニア第5騎兵隊（下馬） — アベイス・A・トムリンソン大佐
  - ウェストバージニア第6騎兵隊（下馬）
- 第2旅団 — カー・B・ホワイト大佐
  - オハイオ第12連隊 — ジョナサン・D・ハインズ大佐
  - オハイオ第91連隊 — ジョン・0・ターリー大佐
  - ウェストバージニア第9歩兵連隊 — アイザック・H・デュバル大佐
  - ウェストバージニア第14歩兵連隊 — ダニエル・0・ジョンソン大佐
- 第3旅団 — ホレイショ・G・シッケル大佐
  - ペンシルベニア第3予備連隊 — ジェイコブ・レンハート大尉
  - ペンシルベニア第4予備連隊 — リチャード・H・ウールワース大佐（戦死）
  - ウェストバージニア第11歩兵連隊 — ダニエル・フロスト大佐
  - ウェストバージニア第15歩兵連隊 — トマス・モリス中佐
- 砲兵隊 — ジェイムズ・R・マクミリン大尉
  - オハイオ第1大隊 — G・P・カートランド中尉
  - ケンタッキ第1大隊 — デイビッド・W・グラッシー大尉

### 南軍
南西バージニア方面軍 — アルバート・G・ジェンキンス准将（致命傷後捕虜）; ジョン・マコースランドが引き継ぎ
- 第4旅団 — ジョン・マコースランド大佐
  - バージニア第45歩兵連隊 — W・H・ブラウン大佐
  - バージニア第60歩兵連隊 — B・H・ジョーンズ大佐
  - バージニア第36歩兵連隊 — トマス・スミス中佐（負傷）、ウィリアム・E・フィフ少佐
  - ケンタッキー第10騎兵隊400名（下馬）
  - バージニア第45歩兵大隊 — H・M・ベックリー中佐
  - 州兵
- 砲兵隊 — T・A・ブライアン大尉（負傷）
  - バージニア・ボートトート砲兵隊 — H・C・ドーサット大尉
  - バージニア・ブライアン大隊 — G・A・フォークス中尉
  - バージニア・リングゴールド大隊 — クリスピン・ディッケンソン大尉
- モーガン旅団 — ジョン・ハント・モーガン准将（遅れて到着したために、撤退にのみ参加）
  - ケンタッキー第5騎兵隊 - D・ハワード・スミス大佐